# Woldemar von Bock
Woldemar Bernhard Wilhelm Georg Heinrich von Bock (* 9. November 1816 in Kersel, Gouvernement Livland; † 1. Februar 1903 in Bamberg) war ein deutschbaltischer Jurist, Publizist, Politiker und Komponist.

## Leben
Bock war ein Sohn des Gutsbesitzers Heinrich von Bock aus dem Haus Bock a.d.H. Lachmes. Er studierte von 1835 bis 1837 Jura an der Kaiserlichen Universität Dorpat, wurde dann Assistent des Landgerichts in Fellin und Vizepräsident des livländischen Hofgerichts. 1857 bis 1866 lebte er in Riga, war dort Mitarbeiter der Baltischen Monatsschrift, betätigte sich auch darüber hinaus publizistisch und bekleidete verschiedene politische Ämter. Im November 1866 übersiedelte er nach Deutschland, um von hier aus publizistisch die Russifizierung und die Angriffe gegen die evangelische Kirche in den baltischen Provinzen zu bekämpfen. Er lebte einige Zeit in Quedlinburg, später in Bamberg.

## Familie
Bock heiratete am 27. August 1841 in Dorpat Sophia La Trobe (1821–1890), die Tochter des Komponisten Johann Friedrich La Trobe (1769–1845). Aus der Ehe gingen fünf Kinder hervor. Sein Bruder, der livländische Landmarschall und Landrat Heinrich von Bock (1818–1903), heiratete am 14. März 1850 in Gotha die 14 Jahre ältere Sängerin Wilhelmine Schröder-Devrient (1804–1860).

## Werke (Auswahl)
- Zur Geschichte des Kriminalprocesses in Livland, Dorpat 1845 (Digitalisat).
- Bruchstücke aus der ungedruckten Schrift: „Blätter der Erinnerung an J. F. la Trobe, den Künstler und den Menschen“, Dorpat 1848 (Sonderdruck aus der Zeitschrift Das Inland).
- Ein Wort zum Zweiherrendienste, Riga 1866
- Der deutsch-russische Konflikt an der Ostsee. Zukünftiges, geschaut im Bilde der Vergangenheit und der Gegenwart, Leipzig 1869 (Digitalisat).
- Die Nordische Post im Lichte der Kollektiv-Erklärung der Ritterschaften Livland's, Esthland's, Kurland's und Oesel's oder Ein Nordisches Soll und Haben, Berlin 1869.
- Goethe in seinem Verhältnisse zur Musik, Berlin 1871.
- Moskau und St. Petersburg im Wettkampfe für Bekenntnisfreiheit. Für Kenner sittlichen Gepräges als Avers und Revers derselben Medaille dargestellt, Quedlinburg 1871.
- Evangelische Allianz und Russische Diplomatie. Ein Beitrag zur neuesten Geschichte Beider, zugleich auch zur Geschichte der Baltischen Landvolksschule, insbesondere aber zur Charakteristik des Kaiserlich Russischen Reichskanzlers Fürsten Gortschakow, Berlin 1872 (Digitalisat).
- Russische Bekehrungen, wie sie Herr Georg von Samarin enthüllt und bekennt. Von einem stillen Beobachter, Leipzig 1874.
- Kirchliche Streiflichter in bündlerische Winkel, Paderborn 1889.
- Goethe und Bismarck. Parallele oder Kontrast?, Frankfurt am Main 1899.